# Jasmine Byrne
Mary Sánchez (Moreno Valley, California; 23 de enero de 1985), más conocida como Jasmine Byrne, es una actriz pornográfica estadounidense.

## Biografía
Jasmine tiene 11 hermanos y desde muy temprana edad comenzó a sentir curiosidad por el sexo. Perdió la virginidad a los 12 años y a menudo veía películas porno y fantaseaba con ser actriz porno. Entre sus aficiones se encuentra el escribir canciones de amor. En los últimos años de instituto y tras terminarlo tuvo diversos trabajos, en restaurantes, tiendas de ropa y tiendas del hogar, vio un anuncio en el periódico que solicitaba modelos porno y decidió responder.
Rodó su primera escena con el nombre de el sexo es bueno para la película Young Tight Latinas del estudio Redlight District. La experiencia no le convenció del todo y decidió alejarse del porno, pero pocos meses después cambió de idea y decidió que quería dedicarse a ello profesionalmente. Es célebre entre los fanes del porno por su diminuta estatura, por el prominente tamaño de sus labios mayores y su aspecto exótico. A diferencia de otros actores porno, Jasmine rueda escenas con mucha frecuencia lo que le lleva a aparecer en un gran número de estrenos X cada mes. Las escenas en las que participa son muy extremas y de tipo gonzo, siendo habitual ver a Jasmine realizando actos extremos de sexo anal, gang bang deepthroat, doble penetración e incluso practicando sexo anal con actores porno masculinos -siendo ella quien penetra- en la película Strap Attack 3 del estudio Evil Angel, dirigida por Joey Silvera. Todos estos factores son clave en el éxito de su carrera y le han llevado a convertirse en una de las mayores estrellas porno del género gonzo en la actualidad.